# Джиенбаев, Султан Сулейменович
Султан Сулейменович Джиенбаев (1921 — 2018) — советский хозяйственный, государственный и политический деятель. Лауреат Государственной премии мира и прогресса Первого Президента Республики Казахстан – Лидера Нации (2016)

## Биография
Родился в 1921 году в Алма-Ате. 
Член КПСС. Участник Великой Отечественной войны, воин 100-й стрелковой бригады, командир роты противотанковых ружей. С 1944 года — на хозяйственной, общественной и политической работе. В 1944—1984 гг. — начальник управления Министерства торговли Казахской ССР, директор Алма-Атинского универмага, заведующий отделом Алма-Атинского горкома партии, 1-й секретарь Фрунзенского райкома КП Казахстана города Алма-Аты, заведующий отделом торговли ЦК КП Казахстана, министр торговли Казахской ССР, заместитель Председателя Совета Министров Казахской ССР.
Депутат Верховного Совета Казахской ССР VII, VIII, IX и X созывов.
Ушел из жизни 31 декабря 2018 года в Алма-Ате.